# David Fuentes Soza
David Manuel Fuentes Soza (Talcahuano, 6 de junio de 1885 - Santiago, 3 de septiembre de 1951) fue un aviador y bombero chileno, uno de los pioneros de la aeronáutica de su país.

## Biografía
Hijo de la acaudalada familia de David Fuentes Gavilán y Tránsito Soza Salas. Ingresó al Cuerpo de Bomberos de Talcahuano -fundado por su padre- el 6 de febrero de 1907, en 1910 viaja a Europa para realizar cursos industriales. En Francia conoce a Manuel Ávalos Prado, con quien entabla amistad y quien lo incentiva a realizar el curso de piloto-aviador. Fuentes ingresa a la escuela de Louis Blériot, consiguiendo su brevet en 1912. En ese país compró un Bleriot XI-2 biplaza de 80 HP nombrado "Talcahuano".
De regreso a Chile realizó exhibiciones de vuelo en distintas ciudades. En 1914 logra el récord sudamericano al elevarse en su Bleriot a 3.150 metros de altura, además de hacer el primer vuelo nocturno entre Talcahuano y Concepción. En septiembre de ese año realizó el primer viaje en avión entre Concepción y Santiago, llevando a feliz término el intento que al aviador Luis Acevedo Acevedo le costara la vida.
En 1915 fue el primer aviador civil en convertirse en oficial de la Reserva Aérea de Chile, con el rango de teniente segundo.
El 1 de noviembre de 1916 cruzó el Estrecho de Magallanes aterrizando en Porvenir. En 1919 realiza un vuelo sobre el viaducto de Malleco.
En la década de 1920 fue Agente de Seguridad de la Policía de Santiago y años después trabajó como Ingeniero en el Ministerio de Obras Públicas.
Murió en Santiago en 1951. Sus restos descansan en el cementerio N°1 de su ciudad natal.